# Cărturești Carusel
Cărturești Carusel är en bokhandel i centrala Bukarest i Rumänien. Den ligger i en kulturskyddad byggnad som tidigare var huvudkontor för familjen Chrissovelonis bankimperium. Lokalerna omvandlades till en affär 1948 när banken lämnade byggnaden och nationaliserades under Rumäniens kommunistiska period. Den övergavs  och förföll på 1990-talet och familjen Chrissoveloni, som  hävdade att de var legala ägare till byggnaden krävde att få tillbaka den från den rumänska staten. År 2007, efter mer än tjugo års byråkrati, återfick familjen palatset och kunde anlita en lokal firma för renoveringen.

## Galleri

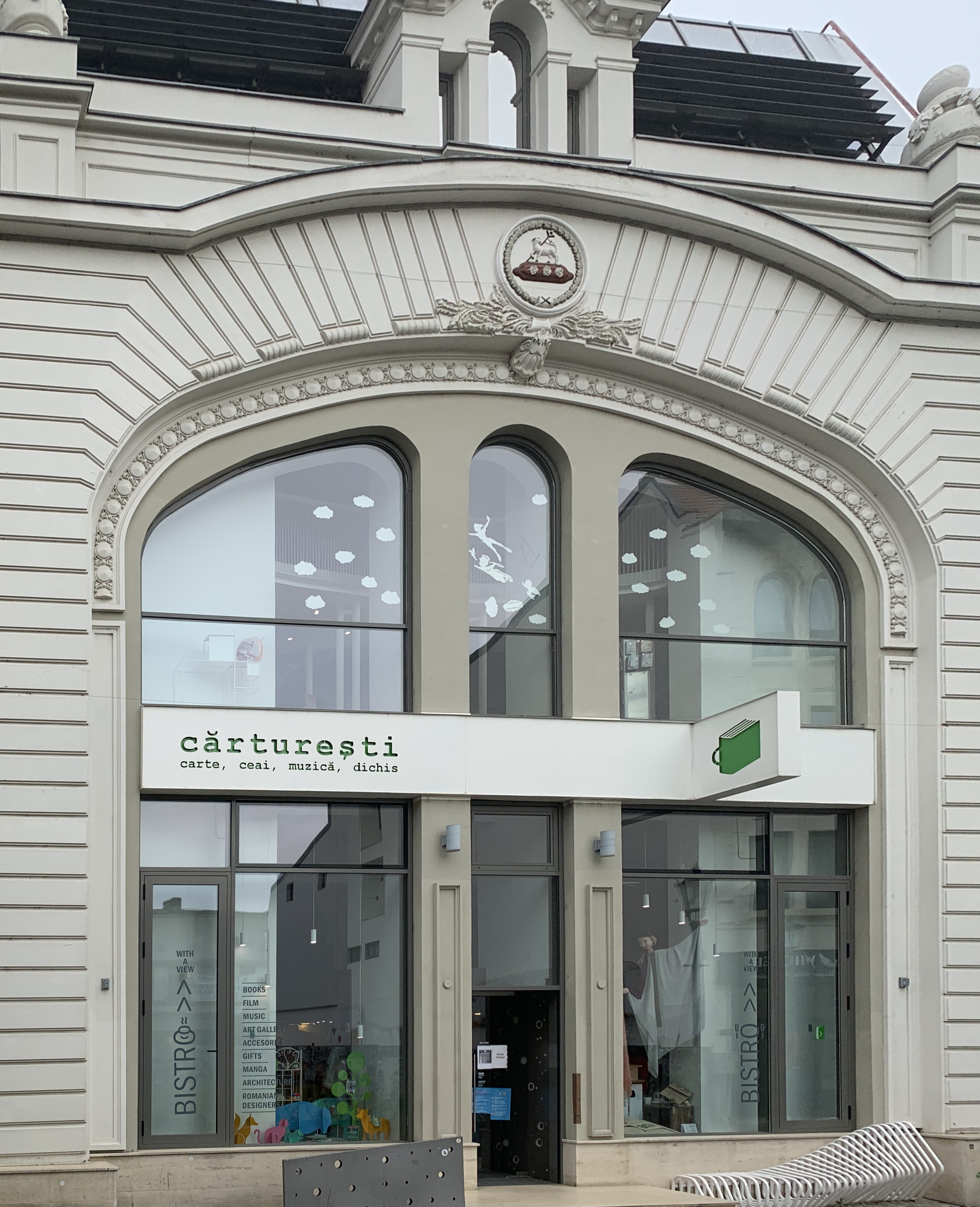
Fasad
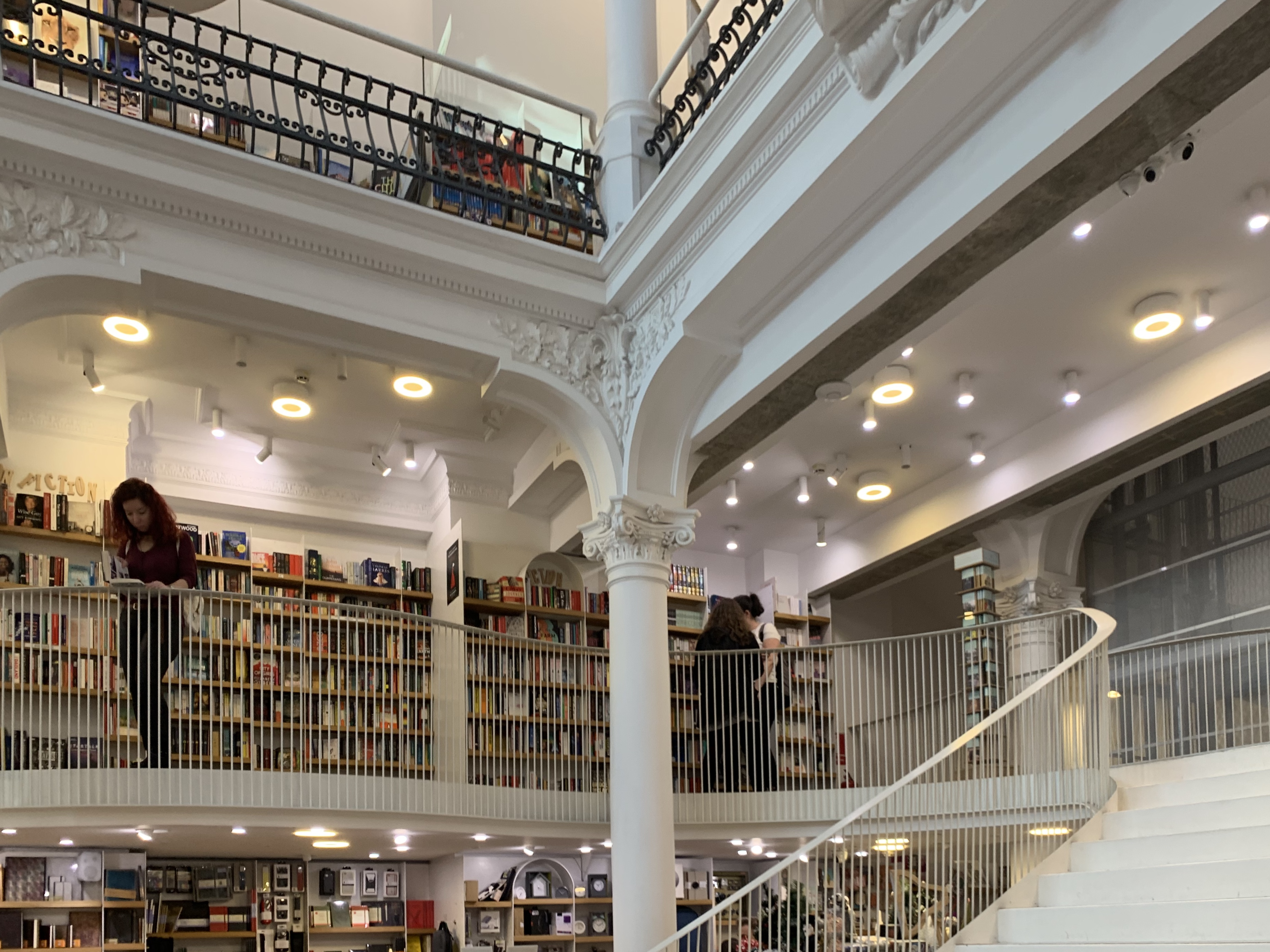
Trappa
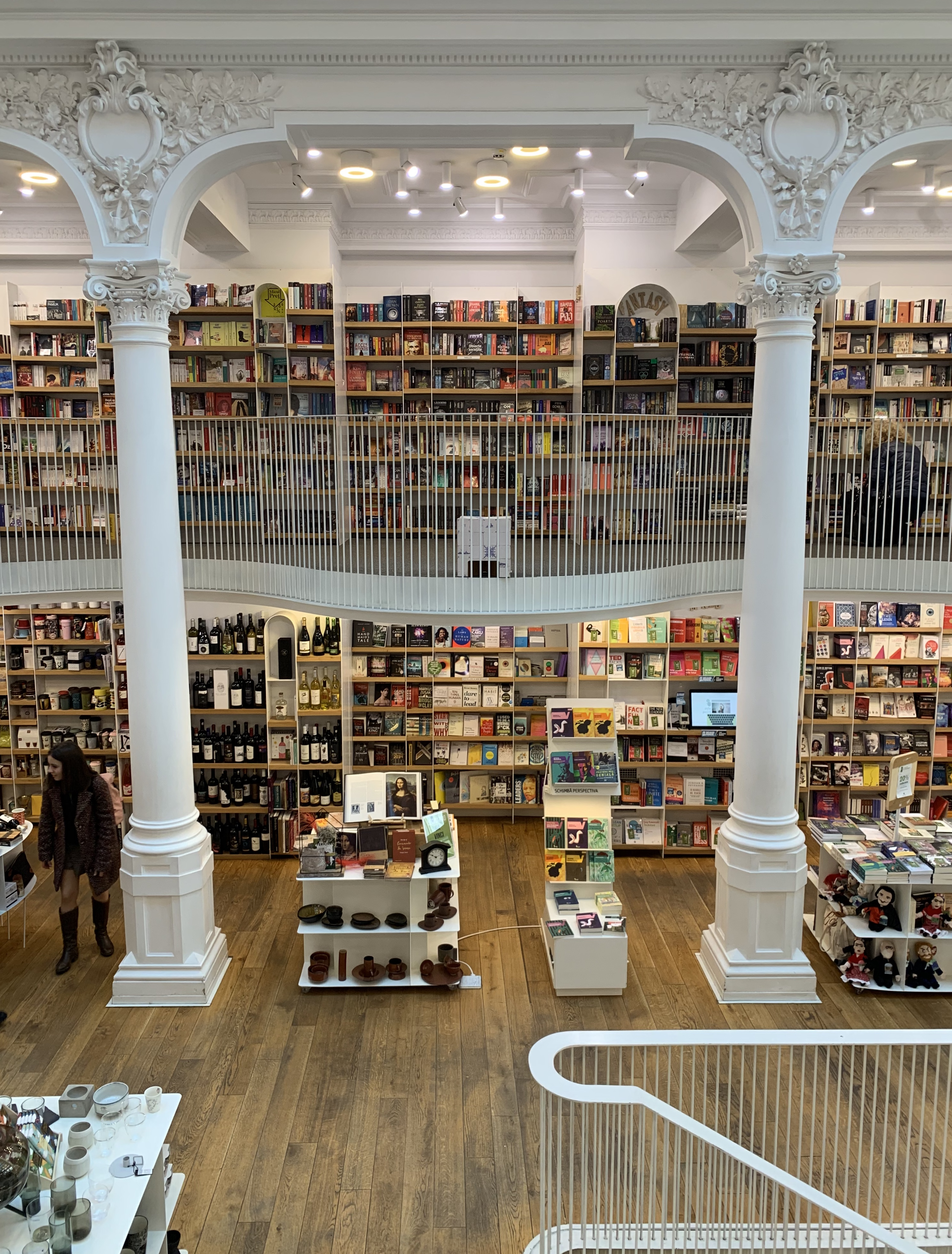
Gjutjärnspelare